# Плакаловичи
Плакаловичи (серб. Плакаловићи / Plakalovići) — село в общине Власеница Республики Сербской Боснии и Герцеговины. Население составляет 35 человек по переписи 2013 года.